# 21e dynastie van Egypte
De 21e dynastie was de eerste dynastie van de derde tussenperiode. De koningen van de 21e dynastie hadden hun residentie in Tanis, in de Nijldelta. Het Nijldal tussen el-Hiba en Aswan stond onder het gezag van de hogepriesters van Thebe, die de koningen uit Tanis erkenden en zelfs introuwden in de koninklijke familie. De Mesjwesj waren nog steeds actief in de Nijldelta en Osorkon de Oudere, de 5e koning van de dynastie van Tanis, kwam uit hun midden. 

## Chronologie

### Tijdgenoten
- Babylon V - Babylon VI - Babylon VII

## Galerij

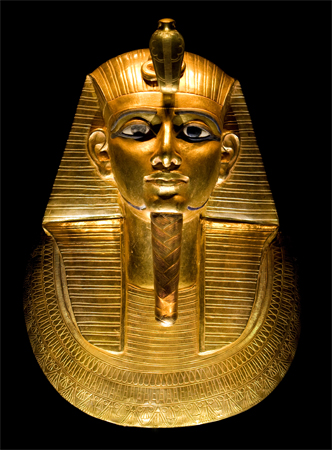
Dodenmasker van Psusennes I
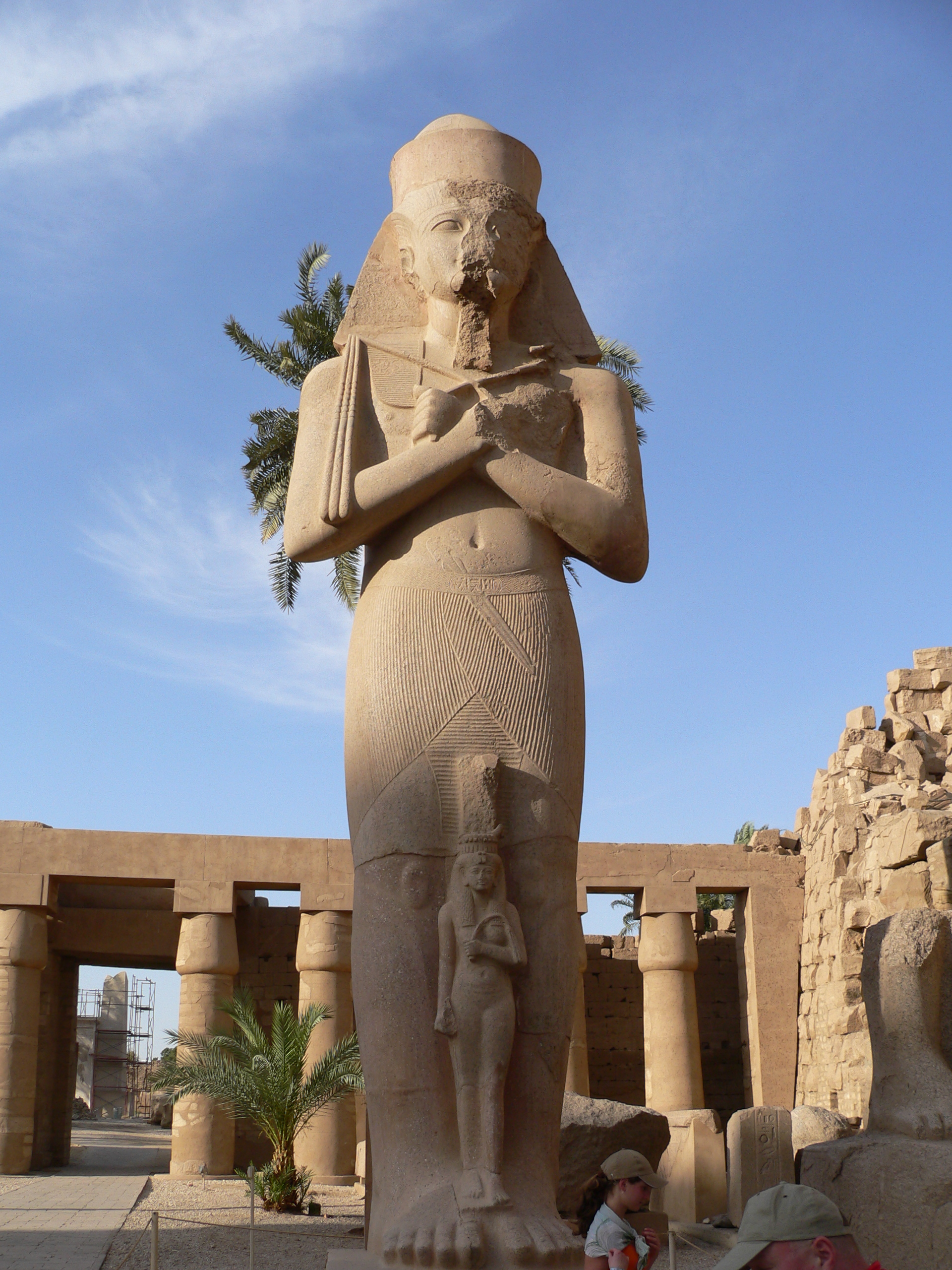
Standbeeld van hogepriester Pinedjem I
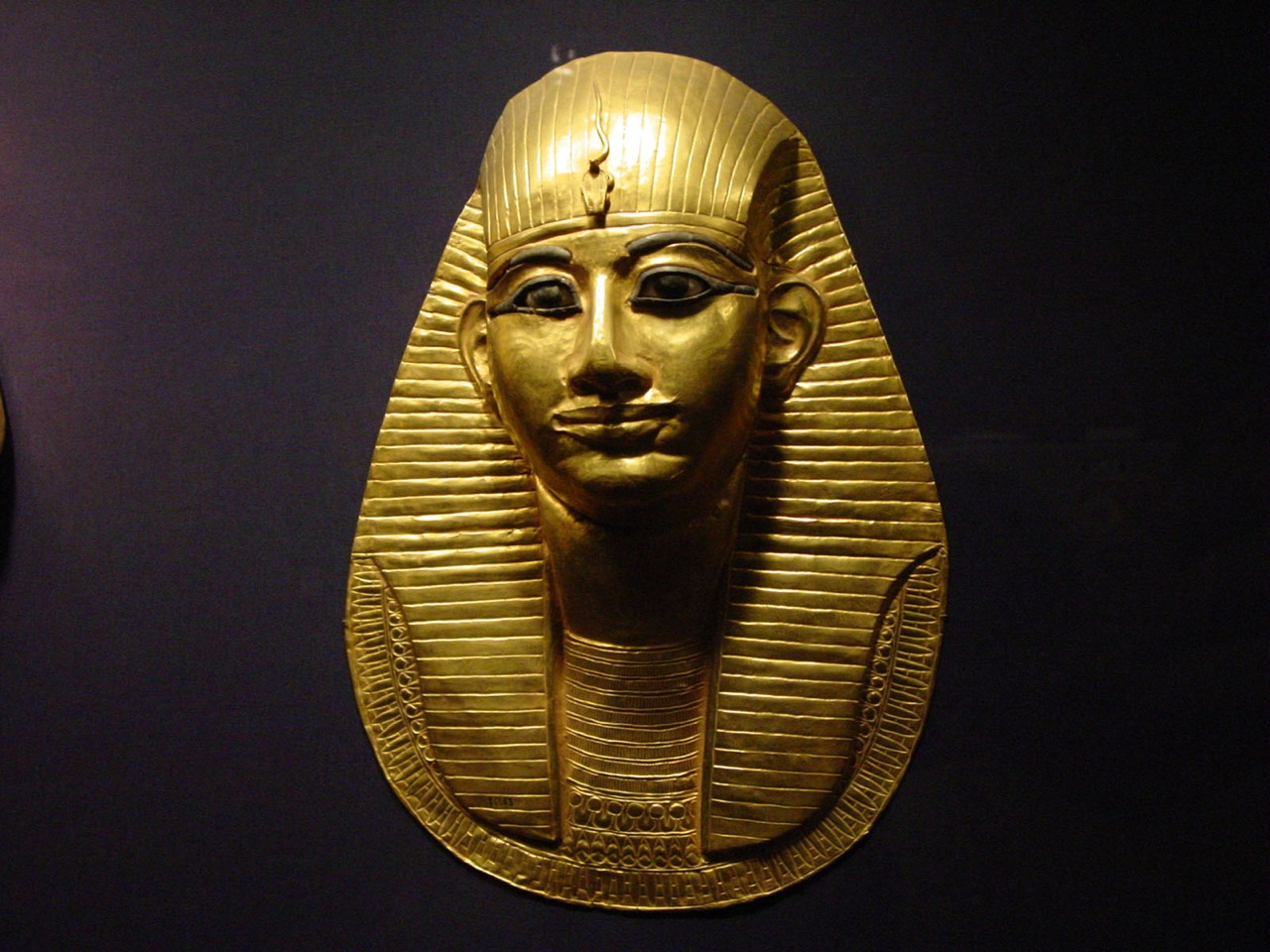
Dodenmasker van Amenemope